# Provinz Tarlac
Koordinaten: 15° 30′ N, 120° 30′ O

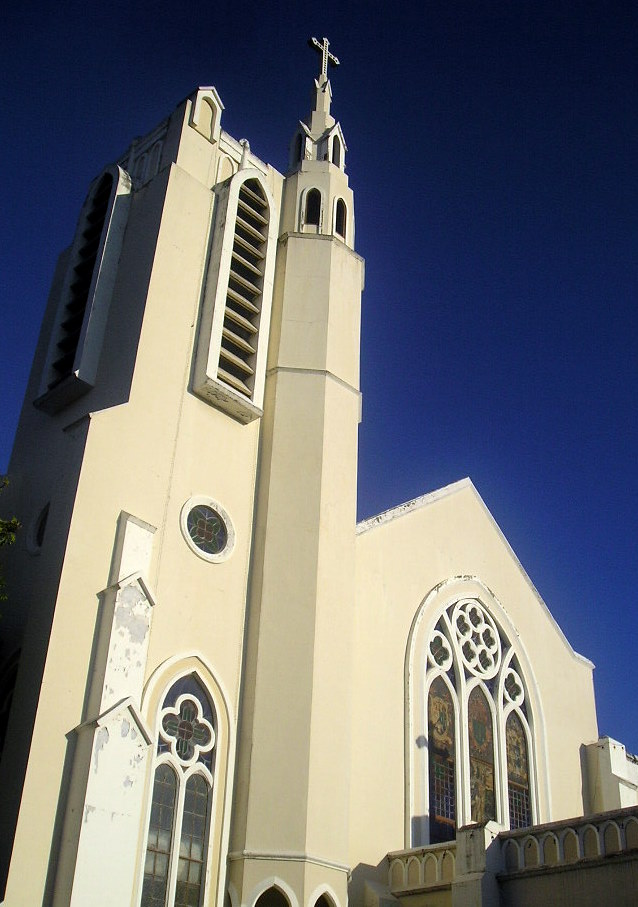
Die Kathedrale in Tarlac City

Tarlac ist eine  Inlandsprovinz auf der Insel Luzon (Philippinen). Die Einwohnerzahl beträgt 1.366.027 (Zensus 1. August 2015) und die Fläche 3358,99 km². Die Hauptstadt der Provinz ist Tarlac City und gehört zu der Verwaltungsregion Central Luzon. Die Provinz wird als wohlhabend beschrieben, sie gehört der ersten Einkommensklasse der Provinzen auf den Philippinen.

## Geographie
Die Provinz Tarlac liegt im Nordwesten der Großen Zentralen Ebene auf der Insel Luzon. Ihre Nachbarprovinzen sind Pangasinan im Norden, Nueva Ecija im Osten, Pampanga im Süden und Zambales im Osten. Der größte Teil der Provinz ist Flachland, nur im Westen der Provinz ist es bergig. Dort liegen die Ausläufer der Zambales-Berge. Im Südosten liegen kleinere Teile der Provinz an den Bergflanken des Vulkans Arayat. Der größte Fluss der Provinz ist der Tarlac River, seine Quelle liegt am Mount Pinatubo.

## Klima
Das Klima der Provinz ist unterteilt in eine Regenzeit, von Mai bis Oktober, und eine Trockenzeit von November bis April. Die regenreichsten Monate sind Juli, August und September mit durchschnittlichen Niederschlägen um die 400 mm/m². Die durchschnittliche Jahrestemperatur beträgt 26,11 °C.

## Sprachen
Die am meisten gesprochenen Sprachen in der Provinz sind Ilokano (44,0 %) und Kapampangan (43,6 %). Mit weitem Abstand folgen Tagalog (10,6 %), Pangasinensisch (0,7 %) und andere Sprachen und Dialekte (ca. 1,1 %).

## Geschichte
In der vorkolonialen Ära war die Provinz von einer dichten Vegetation, die größtenteils aus tropischem Regenwald bestand, überzogen. Die Bevölkerung bestand hauptsächlich aus nomadisierenden Stämmen und Völkern wie den Aeta, die noch heute als die Aborigines der Philippinen gelten. Der Name Tarlac ist eine Ableitung eines Begriffes für das Talahiblike-Gras, das in der Sprache der Aetas „Matarlak“ genannt wird.
Der Vorläufer der Provinz war der militärische Verwaltungsbezirk Comandancia-Militar de Tarlac, der 1858 eingerichtet wurde. Die Provinz war die letzte Provinz auf Luzon die von der spanischen Kolonialverwaltung am 28. Mai 1873 gegründet wurde, der erste Gouverneur war Don Juan Guillen. Die Provinz wurde durch die Zusammenlegung der damaligen provinzialen Verwaltungsbezirke Südliches Pangasinan und Nördliches Pampanga geformt.
Die Provinz Tarlac war ein Ausgangspunkt der philippinischen Revolution. Die Provinz repräsentiert heute noch in der Flagge der Philippinen einer der acht Strahlen. Die Revolution begann in Tarlac bereits am 24. Januar 1897 mit dem sogenannten Cry of Tagumpay. Später während des Philippinisch-Amerikanischen Krieges war die Stadt Tarlac kurzzeitig Sitz der Regierung der ersten philippinischen Republik unter General Emilio Aguinaldo, vom 21. Juni bis 10. November 1899. Im Zweiten Weltkrieg lag in Capas das Kriegsgefangenenlager O’Donnell, das traurige Berühmtheit durch den Todesmarsch von Bataan 1942 erlangte.

## Verwaltungsgliederung
Die Verwaltung der Provinz ist aufgeteilt in 3 Kongress-Bezirke und insgesamt 17 Stadtgemeinden und eine Component City.

### Stadt
- Tarlac City

### Gemeinden
- Anao
- Bamban
- Camiling
- Capas
- Concepcion
- Gerona
- La Paz
- Mayantoc
- Moncada
- Paniqui
- Pura
- Ramos
- San Clemente
- San Jose
- San Manuel
- Santa Ignacia
- Victoria

## Bildungseinrichtungen
- Tarlac State University

## Politik
Für das Repräsentantenhaus der Philippinen verfügt die Provinz über drei Wahlbezirke.